# 헤르만 반 롬푀이
헤르만 반 롬푀이(네덜란드어: Herman Van Rompuy, 네덜란드어 발음: [ˈɦɛɾmɑn vɑn ˈɾɔmpœy] ( 듣기), 1947년 10월 31일 ~ )는 벨기에의 정치인이다. 2008년 12월 30일부터 총리로 재직했으며, 2009년 11월 19일에 리스본 조약에 따라 신설된 유럽 연합(EU)의 유럽 이사회 의장에 선출되어, 총리 자리에서 물러나 12월 1일, 초대 유럽 이사회 의장이 되었다.

## 생애와 정치 활동
벨기에 수도 브뤼셀에서 태어났다. 루뱅 가톨릭 대학교를 졸업했으며, 젊은 시절부터 기독교민주당과 플람스(네덜란드어: Christen-Democratisch en Vlaams, CD&V)에서 활동했다. 플란데런 지역 정치인 밑에서 일했고, 1985년부터 1995년까지 상원의원으로 재직했다. 1993년부터 1995년까지 예산국 장관을 역임했다. 1999년부터 하원의원으로 선출되어 재직했고, 2004년 내무부 장관으로 선출되었다. 2007년, 하원의회 의장으로 선출되었다.
2008년 12월 이브 르테름 총리가 사임을 발표한 후 하원의장인 그는 후임 총리로 선출되었고, 이에 5개 정당으로 구성된 연립 정부를 구성하여 12월 30일 총리 자리에 올랐다. 반 롬푀이는 벨기에서도 비교적 덜 알려진 정치인이었으나, 총리가 된 후 전임 이브 르테름 총리의 정부 구성 과정에서 더욱 부각된 벨기에 내부의 갈등을 조절하고 경제 위기도 무난하게 해결했다는 평을 받았다.
그는 리스본 조약에 따라 신설된 유럽 연합(EU)의 유럽 이사회 의장(일부에선 EU 대통령) 후보로 갑자기 유력하게 부상하였다. 영국의 토니 블레어 전 총리를 추대하려는 움직임에 대한 견제 심리로 프랑스·독일이 그를 강력하게 지원하면서 그가 떠올랐다고 전해진다.
11월 19일, 유럽 연합 이사회 순번 의장 자격으로 스웨덴의 프레드리크 레인펠트 총리는 특별 정상회담을 주재하였으며, 이 회의에서 만장일치로 반 롬푀이가 초대 의장으로 선출되었다. 후임 벨기에 총리로는 전직 총리인 이브 르테름이 다시 선출되었고, 반 롬푀이는 11월 25일 총리 자리에서 물러났다. 12월 1일, 초대 의장으로 취임하였다. 2012년 초 연임이 결정되어 그의 임기는 2014년 말까지로 연장되었다.

## 같이 보기
- 이브 르테름